# Aeropuerto de Vágar
El Aeropuerto de Vágar (en feroés: Vága Floghavn, en danés: Vágar Lufthavn) (IATA: FAE, OACI: EKVG) es el único aeropuerto de las Islas Feroe, situado en la isla de Vágar.
Fue construido por los británicos entre 1942 y 1943 como instalación militar durante la ocupación británica de las islas Feroe. Durante los años 60 la demanda popular forzó a una reconversión para el uso civil. Recibió el primer vuelo civil el 17 de julio de 1963. Durante quince años el aeropuerto solo podía acoger aviones de hélice, hasta que en 1975 se permitió también la operación a los reactores.
En 2011 la pista fue alargada de 1250 metros hasta 1799 metros.

## Aerolíneas y destinos

### Destinos nacionales
| Ciudades    | Nombre del aeropuerto | Aerolíneas                  |
| Islas Feroe | Islas Feroe           | Islas Feroe                 |
| ----------- | --------------------- | --------------------------- |
| Dímun       | -                     | Atlantic Airways Helicopter |
| Froðba      | -                     | Atlantic Airways Helicopter |
| Hattarvík   | -                     | Atlantic Airways Helicopter |
| Kirkja      | -                     | Atlantic Airways Helicopter |
| Klaksvík    | -                     | Atlantic Airways Helicopter |
| Koltur      | -                     | Atlantic Airways Helicopter |
| Mykines     | -                     | Atlantic Airways Helicopter |
| Skúvoy      | -                     | Atlantic Airways Helicopter |
| Svínoy      | -                     | Atlantic Airways Helicopter |
| Tórshavn    | -                     | Atlantic Airways Helicopter |

### Destinos internacionales
| Ciudades por países | Nombre del aeropuerto                          | Aerolíneas                                 |
| Europa              | Europa                                         | Europa                                     |
| ------------------- | ---------------------------------------------- | ------------------------------------------ |
| Dinamarca           |                                                |                                            |
| Aalborg             | Aeropuerto de Aalborg                          | Atlantic Airways (estacional)              |
| Billund             | Aeropuerto de Billund                          | Atlantic Airways                           |
| Copenhague          | Aeropuerto de Copenhague-Kastrup               | Atlantic Airways / SAS (estacional)        |
| España              |                                                |                                            |
| Barcelona           | Aeropuerto Josep Tarradellas Barcelona-El Prat | Atlantic Airways (estacional)              |
| Gran Canaria        | Aeropuerto de Gran Canaria                     | Atlantic Airways (estacional)              |
| Palma de Mallorca   | Aeropuerto de Palma de Mallorca                | Atlantic Airways (estacional)              |
| Tenerife            | Aeropuerto de Tenerife Sur                     | Atlantic Airways (estacional)              |
| Francia             |                                                |                                            |
| París               | Aeropuerto de París-Charles de Gaulle          | Atlantic Airways (estacional)              |
| Islandia            |                                                |                                            |
| Reikiavik           | Aeropuerto de Reikiavik                        | Atlantic Airways / Icelandair (estacional) |
| Noruega             |                                                |                                            |
| Bergen              | Aeropuerto de Bergen-Flesland                  | Widerøe (estacional)                       |
| Oslo                | Aeropuerto de Oslo-Gardermoen                  | Atlantic Airways                           |
| Reino Unido         |                                                |                                            |
| Edimburgo           | Aeropuerto de Edimburgo                        | Atlantic Airways (estacional)              |
| Londres             | Aeropuerto de Londres-Gatwick                  | Atlantic Airways (estacional)              |

Hay servicios de helicópteros que unen el aeropuerto con islas remotas así como las grandes poblaciones. Algunas de estas poblaciones cuentan con menos de diez personas.

## Estadísticas
Ver fuente y consulta Wikidata.